# Director provincial d'Educació i Ciència de les Illes Balears
El Director provincial d'Educació de les Illes Balears era la màxima autoritat educativa a les Illes Balears abans de la transferència de les competències en educació que es produí l'1 de gener de 1998.
Han estat directors provincials del Ministeri d'Educació i Ciència a les Illes Balears:
- Andreu Crespí Plaza (des del 1983)[2][3]
- Bartomeu Llinàs Ferrà (1995-1997)[4]